# Under the Dome (3.ª temporada)
A terceira temporada de Under the Dome começou a ser exibida em 25 de junho de 2015 nos Estados Unidos pelo canal aberto CBS. A estreia iniciou-se com um episódio duplo com duração de 2 horas. A terceira temporada da série foi exibida nas quintas-feiras, e não nas segundas-feiras como nas temporadas anteriores.

## Elenco
Os personagens do elenco retratam personagens que foram, em sua maioria, retirados do romance original", embora alguns tenham sido encaixados e outros tenham mudado de emprego".

### Principal
- Mike Vogel como Dale "Barbie" Barbara
- Rachelle Lefevre como Julia Shumway
- Alexander Koch como James "Junior" Rennie
- Colin Ford como Joe McAlister
- Mackenzie Lintz como Eleanor "Norrie" Calvert-Hill
- Dean Norris como James "Big Jim" Rennie
- Eddie Cahill como Sam Verdreaux
- Kylie Bunbury como Eva Sinclair

### Recorrente
- Marg Helgenberger como Christine Price
- Max Ehrich como Hunter May
- Frank Whaley como Dr. Marston
- Tia Hendricks como Audrey Everett
- Aisha Hinds como Carolyn Hill

### Participação
- Grace Victoria Cox como Melanie Cross
- Bess Rous como Abby DeWitt
- John Elvis como Ben Brake
- Brett Cullen como Don Barbara
- Andrew J. West como Pete Blackwell

## Episódios
| # | Ep. | Título                                               | Direção          | Roteiro                                    | Audiência | Exibição original                             |
| --- | --- | ---------------------------------------------------- | ---------------- | ------------------------------------------ | --------- | --------------------------------------------- |
| 27 | 1   | "Move On Seguir Em Frente"                           | Peter Leto       | Adam Stein                                 | 6.25      | 25 de Junho de 2015 13 de Julho de 2015       |
| Os residentes de Chester’s Mills aparecem tanto do lado de dentro quanto de fora da Redoma após o misterioso encontro nos túneis abaixo da cidade. A Redoma começa a revelar seu objetivo final, o que força os residentes a questionarem em quem podem confiar e no quê, uma vez que novas ameaças aparecem, novos residentes emergem e alianças surpreendentes se formam. |     |                                                      |                  |                                            |           |                                               |
| 28 | 2   | "But I'm Not Mas Eu Não Sou"                         | Peter Weller     | Tim Schlattmann                            | 6.25      | 25 de Junho de 2015 13 de Julho de 2015       |
| Os residentes de Chester’s Mills aparecem tanto do lado de dentro quanto de fora da Redoma após o misterioso encontro nos túneis abaixo da cidade. A Redoma começa a revelar seu objetivo final, o que força os residentes a questionarem em quem podem confiar e no quê, uma vez que novas ameaças aparecem, novos residentes emergem e alianças surpreendentes se formam. |     |                                                      |                  |                                            |           |                                               |
| 29 | 3   | "Redux Redux"                                        | Olatunde Osanumi | Alex McNally                               | 5.28      | 2 de Julho de 2015 20 de Julho de 2015        |
| Os residentes de Chester’s Mill tentam seguir em frente com suas vidas após a misteriosa experiência vivida nos túneis abaixo da cidade. Enquanto isso, Big Jim suspeita que as novas residentes, Christine e Eva, estão guardando segredos relacionados à Redoma. |     |                                                      |                  |                                            |           |                                               |
| 30 | 4   | "The Kinship Família"                                | Ed Ornelas       | Cathryn Humphris                           | 5.12      | 9 de Julho de 2015 27 de Julho de 2015        |
| Com o pretexto de ajudar na reconstrução de Chester's Mill, Christine direciona os moradores da cidade para projetos específicos — que os leva a relembrarem suas experiências nos túneis. Ao mesmo tempo, Julia e Big Jim fazem uma descoberta chocante que revela uma nova ameaça na Redoma. |     |                                                      |                  |                                            |           |                                               |
| 31 | 5   | "Alaska Alasca"                                      | David Barrett    | Bronwyn Garrity                            | 4.75      | 16 de Julho de 2015 3 de Agosto de 2015       |
| Big Jim e Julia tentam forjar uma aliança a fim de derrubar Christine, o que os leva a encontrar novas informações sobre as aptidões da Redoma. Enquanto isso, a tensão aumenta na cidade e ameaça a liderança de Christine, o que a leva a colocar em ação um plano com consequências mortais. |     |                                                      |                  |                                            |           |                                               |
| 32 | 6   | "Caged Enjaulado"                                    | Sergio Mimica    | Andres Fischer-Centeno                     | 4.63      | 23 de Julho de 2015 10 de Agosto de 2015      |
| Quando Big Jim é capturado por Aktaion, a corporação privada perigosa que quer aproveitar as capacidades energéticas da Redoma, ele é forçado a manipular Christine para obter informações. Além disso, quando Joe e Norrie questionam as novas regras da cidade, eles acabam tendo que ficar cara a cara com moradores cada vez mais instáveis. |     |                                                      |                  |                                            |           |                                               |
| 33 | 7   | "Ejecta Ejecta"                                      | David Barrett    | Peter Calloway                             | 4.68      | 30 de Julho de 2015 17 de Agosto de 2015      |
| À medida que o mundo fora da Redoma é abalado por uma catastrófica chuva de meteoros, alianças inesperadas se formam do lado de dentro. Eva tenta doutrinar Barbie, enquanto Big Jim e Julia contam um com o outro enquanto estão isolados da cidade. Além disso, Joe é forçado a aceitar a ajuda de Sam, o homem que matou sua irmã. |     |                                                      |                  |                                            |           |                                               |
| 34 | 8   | "Breaking Point Ponto de Ruptura"                    | Sam Hill         | James C. Oliver & Sharla Oliver            | 3.88      | 6 de Agosto de 2015 24 de Agosto de 2015      |
| Big Jim, Julia, Joe, Norrie e Hunter se juntam para formar uma resistência contra Christine, que está mobilizando os moradores para trabalhar em um projeto de escavação nas cavernas debaixo da cidade. Além disso, Hunter usa suas habilidades para entrar em contato com o mundo exterior. |     |                                                      |                  |                                            |           |                                               |
| 35 | 9   | "Plan B Plano B"                                     | Eriq La Salle    | Tim Schlattmann & Mark Bruner              | 3.73      | 13 de Agosto de 2015 31 de Agosto de 2015     |
| Big Jim e Julia elaboram planos para acabar com o controle de Christine sobre a cidade, iniciando o plano de vida ou morte envolvendo Barbie e Eva, enquanto Joe e Norrie realizam pesquisas para entender melhor a cartada final da redoma. Enquanto isso, Hunter encontra mais informações sobre o verdadeiro chefe do Aktaion, a corporação privada que quer aproveitar a energia da redoma. |     |                                                      |                  |                                            |           |                                               |
| 36 | 10  | "Legacy Legado"                                      | Dennie Gordon    | Alexandra McNally & Andres Fischer-Centeno | ASA       | 20 de Agosto de 2015 7 de Setembro de 2015    |
| A resistência, os cidadãos não controlado por Christine, unem forças com um aliado inesperado: Hektor Martin, a nefasta cabeça da Akaiton. Apesar de Hektor ter revelado mais sobre as origens da redoma e ajudando a atacá-lo, Big Jim e Julia ainda se preocupam se ele vai traí-los. Enquanto isso, Hunter recebe arquivos criptografados que dão visões perturbadoras para o efeito final que a redoma terá sobre os habitantes infectados.                                                                              |     |                                                      |                  |                                            |           |                                               |
| 37 | 11  | "Love is a Battlefield O Amor É Um Campo de Batalha" | Lee Rose         | Peter Calloway and Adam Stein              | ASA       | 27 de Agosto de 2015 14 de Setembro de 2015   |
| Os membros da resistência estão em uma corrida para libertar seus entes queridos da influencia de Christine antes que ela alcance o fim do jogo da redoma. Enquanto Barbie arrisca tudo em uma tentativa de libertar Eva da infecção, Big Jim e Julia são convocados por Hektor, o chefe da Aktaion, para testar uma possível cura para os habitantes infectados da cidade. Além disso, Joe opta por trabalhar com Christine, depois que ela compartilhou algumas informações chocantes sobre a entidade por trás da redoma. |     |                                                      |                  |                                            |           |                                               |
| 38 | 12  | "Incandescence Incandescência"                       | ASD              | ASD                                        | ASA       | 3 de Setembro de 2015 21 de Setembro de 2015  |
| Quando processo de calcificação da redoma acelera, Chester's Mills tem 24 horas antes da ruptura da barreira sufocar todo mundo do lado de dentro. Enquanto o novo prazo coloca pressão adicional sobre Joe, Barbie e Julia correm para salvar o filho de Eva da família. Além disso, Big Jim tenta gerir a Hektor cada vez mais volátil, que está convencido de que as pessoas infectadas na cidade não escaparão da redoma.                                                                                                |     |                                                      |                  |                                            |           |                                               |
| 39 | 13  | "The Enemy Within O Inimigo do Lado de Dentro"       | Peter Leto       | Neal Baer & Tim Schlattmann                | ASA       | 10 de Setembro de 2015 28 de Setembro de 2015 |
| Como a redoma vem a baixo, é feita uma última tentativa de manter pessoas da cidade infectada de impactar o mundo exterior. |     |                                                      |                  |                                            |           |                                               |